# Jilemnice
Jilemnice település Csehországban, Semilyi járásban. Jilemnice Benecko, Martinice v Krkonoších, Víchová nad Jizerou, Mříčná, Roztoky u Jilemnice és Horní Branná településekkel határos. Lakosainak száma 5443 fő (2024. január 1.).

## Népesség
A település lakosságának változását az alábbi diagram mutatja:
| Lakosok száma | 4481 | 4118 | 4452 | 3991 | 5297 | 5753 | 5470 | 5391 | 5352 | 5443 |
|               | 1869 | 1890 | 1921 | 1950 | 1980 | 2001 | 2017 | 2019 | 2022 | 2024 |